# Forum des Asturies
Le Forum des Asturies (en espagnol : Foro Asturias - en asturien : Foru Asturies) (Foro) est la dénomination utilisée dans la communauté autonome des Asturies par le parti Forum des citoyens (Foro de Ciudadanos, FAC). Il se présente comme centriste, réformiste et autonomiste.

## Histoire
Lors des élections régionales du 22 mai 2011, il a remporté 29,8 % des voix et 16 députés, sur 45, au Parlement régional. L'absence de candidat alternatif a permis à Álvarez-Cascos de devenir président de la principauté des Asturies le 16 juillet. Le FAC a par la suite fait connaître sa volonté de présenter des candidats aux élections générales anticipées du 20 novembre où il a remporté un siège de député aux Congrès des députés (1 sur 6 pour les Asturies), en réunissant 99 473 voix.
Francisco Álvarez-Cascos est exclu en 2020 du Forum des Asturies à la suite d'un audit financier commandé par la nouvelle direction du parti. Il lui est reproché d'avoir fait financer par son parti ses dépenses personnelles à hauteur de 1,2 million d'euros.

## Résultats électoraux

### Congrès des députés
| Année   | Voix                       | %                          | Rang                       | Sièges             |
| ------- | -------------------------- | -------------------------- | -------------------------- | ------------------ |
| 2011    | 92 828                     | 14,68                      | 3e                         | 1 / 8              |
| 2015    | associé au Parti populaire | associé au Parti populaire | associé au Parti populaire | 1 / 8              |
| 2016    | associé au Parti populaire | associé au Parti populaire | associé au Parti populaire | 1 / 8              |
| 04/2019 | associé au Parti populaire | associé au Parti populaire | associé au Parti populaire | 1 / 7              |
| 11/2019 | associé au Parti populaire | associé au Parti populaire | associé au Parti populaire | 1 / 7              |
| 2023    | Ne se présente pas         | Ne se présente pas         | Ne se présente pas         | Ne se présente pas |

### Junte générale de la principauté des Asturies
| Année | Voix    | %    | Rang | Sièges  | Gouvernement   |
| ----- | ------- | ---- | ---- | ------- | -------------- |
| 2011  | 178 031 | 29,7 | 2e   | 16 / 45 | Álvarez-Cascos |
| 2012  | 124 518 | 24,8 | 2e   | 12 / 45 | Opposition     |
| 2015  | 44 283  | 8,24 | 5e   | 3 / 45  | Opposition     |
| 2019  | 34 687  | 6,60 | 6e   | 2 / 45  | Opposition     |
| 2023  | 19 652  | 3,66 | 6e   | 1 / 45  | Opposition     |

### Parlement européen
| Année | Voix   | %    | Rang | Sièges |
| ----- | ------ | ---- | ---- | ------ |
| 2014  | 32 962 | 4,23 | 6e   | 0 / 54 |